# Cora (prénom)
Pour les articles homonymes, voir Cora.
Cette page présente le prénom Cora ainsi que ses variantes.
Cora est un prénom féminin, principalement fêté le 18 mai avec saint Dioscore.

## Étymologie
Le prénom Cora peut être considéré comme dérivé du nom grec Koré, « jeune fille ». Une autre étymologie peut être le mot français « corail », anciennement écrit coral, qui vient du mot grec korallion.

## Variantes
Il a pour dérivés Coralie (avec ses variantes Coralia, Coralina, Coraline, Corallina, Coraly et Coralyne) et Corinne (avec ses variantes Corina, Corine et Corinna).

## Popularité du prénom
Au début de 2010, 492 personnes étaient prénommées Cora en France. C'est le 2 096e prénom le plus attribué au siècle dernier dans ce pays, et l'année où il a été attribué le plus est 1989, avec un nombre de 22 naissances.

## Personnes portant ce prénom
- Pour l'ensemble des articles sur les personnes portant ce prénom, consulter :
  - la liste des articles dont le titre commence par ce prénom
  - les listes produites par Wikidata : Liste des personnes de prénom « Cora » — même liste en incluant les éventuels prénoms composés qui contiennent « Cora ».